# Joggal való visszaélés
A joggal való visszaélés (vagy visszaélés a joggal) egy konkrét jog (jogosultság) társadalmi rendeltetésével össze nem férő célra irányuló gyakorlása. A joggal való visszaélés tilalma egyben a polgári jog egyik alapelve is.
A joggal való visszaélés gyűjtőfogalom, az ide tartozó magatartások teljes (taxatív) felsorolása lehetetlen, mivel csak olyan tényállások tartoznak ide, ahol valakinek tényleges jogosultsága van valamely jogcselekmény megtételére vagy megtagadására, de ezt a jogosultságát visszaélésszerűen gyakorolja. Fentiek értelmében nem tartoznak ide azok a tiltott tényállások, ahol a jogosultság hiányzik, de az illető úgy jár el, mintha ezzel a jogosultsággal rendelkezne.

## A jog társadalmi rendeltetésével össze nem férő célok
Ilyen célok különösen:
1. a nemzetgazdaság megkárosítása,
2. személyek zaklatása,
3. személyek jogainak és törvényes érdekeinek csorbítása
4. illetéktelen előnyök szerzése

## A magyar jogban
Már az 1928-as Magánjogi Törvényjavaslat (Mtj) szövege alapelvi rendelkezésként tartalmazta a joggal való visszaélés tilalmát, amely később, az 1959-es Ptk hatályba lépésével a tételes jog részévé vált. A generálklauzulát az új Polgári Törvénykönyv is átveszi, mellőzve annak a korábbi, a
rendeltetésellenes joggyakorlásra visszavezetett definícióját.

### Az 1959. évi IV. törvényben
Az 1959. évi IV. törvény Bevezető rendelkezései között "A jogok gyakorlása és a kötelezettségek teljesítése" alcímen az 5. §--ban szerepeltek a következő rendelkezések:
A törvény tiltja a joggal való visszaélést.
Joggal való visszaélésnek minősül a jog gyakorlása, ha az a jog társadalmi rendeltetésével össze nem férő célra irányul, különösen ha a nemzetgazdaság megkárosítására, a személyek zaklatására, jogaik és törvényes érdekeik csorbítására vagy illetéktelen előnyök szerzésére vezetne.
Ha a joggal való visszaélés jogszabály által megkívánt nyilatkozat megtagadásában áll, és ez a magatartás nyomós közérdeket vagy különös méltánylást érdemlő magánérdeket sért, a bíróság a fél jognyilatkozatát ítéletével pótolhatja, feltéve, hogy az érdeksérelem másképpen nem hárítható el. A jognyilatkozat pótlására különösen akkor kerülhet sor, ha a jognyilatkozat megtételét illetéktelen előny juttatásától tették függővé.

### A hatályos 2013. évi V. törvényben
A joggal való visszaélés tilalma a Ptk. Első könyvében a bevezető rendelkezések között kapott helyet.
A törvény tiltja a joggal való visszaélést.
Ha a joggal való visszaélés jogszabály által megkívánt nyilatkozat megtagadásában áll, és ez a magatartás nyomós közérdeket vagy különös méltánylást érdemlő magánérdeket sért, a bíróság a nyilatkozatot ítéletével pótolhatja, feltéve, hogy az érdeksérelem másképpen nem hárítható el.